# Zaróbka
Zaróbka – wieś w Polsce położona w województwie lubelskim, w powiecie łęczyńskim, w gminie Cyców.
| SIMC    | Nazwa      | Rodzaj    |
| ------- | ---------- | --------- |
| 0102344 | Przymiarki | część wsi |

W latach 1975–1998 miejscowość administracyjnie należała do województwa chełmskiego.
Wieś stanowi sołectwo gminy Cyców. Według Narodowego Spisu Powszechnego z roku 2011 wieś liczyła 117 mieszkańców.